# Pachygrapsus minutus

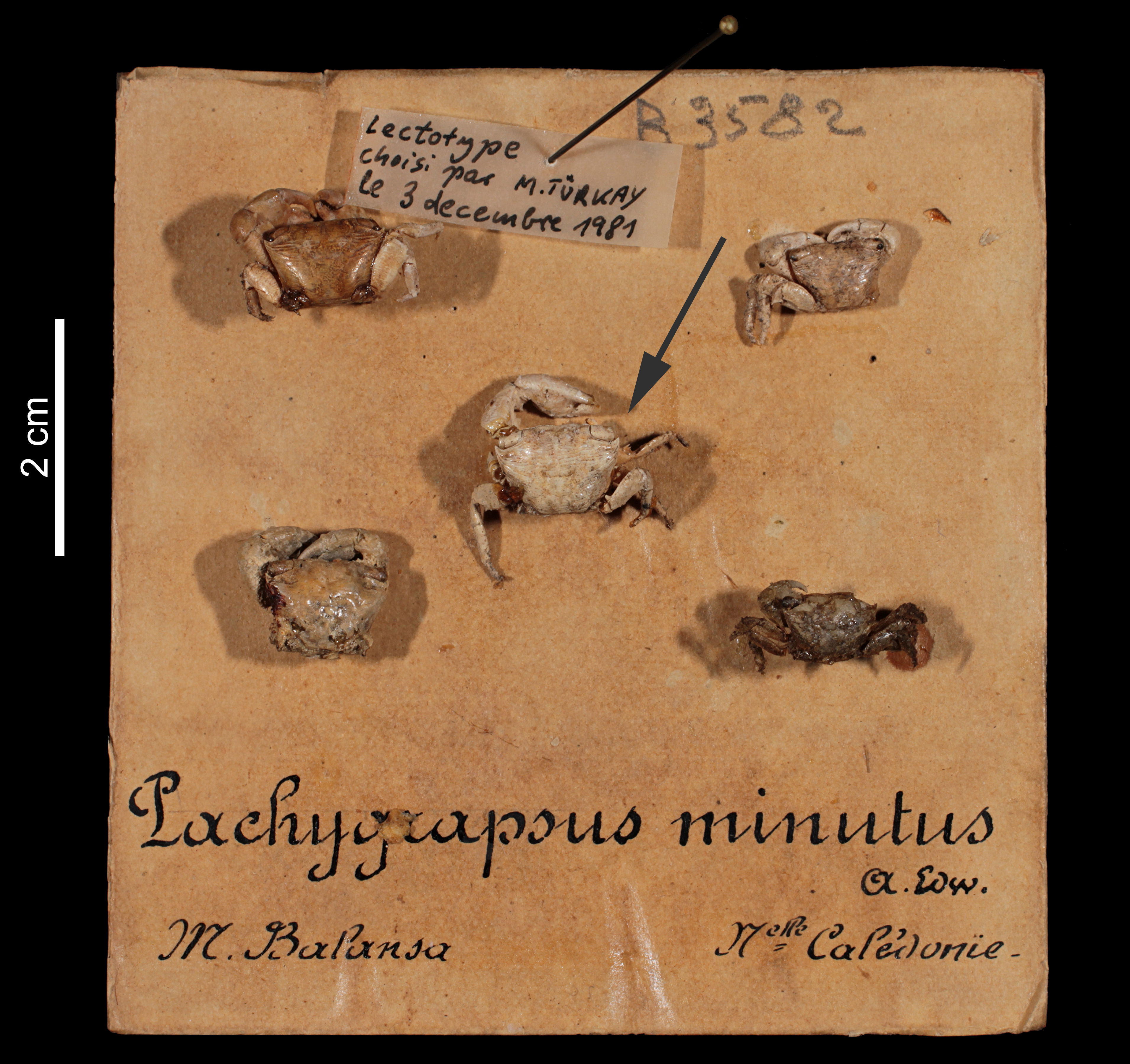
Lectotipo e paralectotipi di Pachygrapsus minutus al MNHN

Pachygrapsus minutus A. Milne-Edwards, 1873 è un granchio marino indo-pacifico appartenente alla famiglia Grapsidae.

## Descrizione
Ha dimensioni molto ridotte: il carapace, il cui margine anteriore è più lungo di quello posteriore, si mantiene intorno ai 7 mm di larghezza. I chelipedi sono pressoché uguali e la colorazione varia dal giallastro al bruno-violaceo.
Si distingue dal simile Pachygrapsus propinquus grazie ai lati del carapace, che in P. minutus convergono posteriormente, e da Pachygrapsus planifrons grazie all'assenza di setae sui chelipedi e al margine frontale del carapace, che è sinuoso invece che dritto come in P. planifrons. Queste due specie si possono distinguere anche allo stadio di zoea, in quanto P. minutus ha l'addome più ampio, in particolare all'altezza del quarto mesomero.

## Biologia

### Alimentazione
Come tipico per i grapsidi, Pachygrapsus minutus è una specie onnivora che si nutre sia di detrito organico e alghe che di invertebrati marini tra cui poriferi, policheti, molluschi, echinodermi e pure altri crostacei.

### Riproduzione
Come per altri granchi, nell'accoppiamento si ha un trasferimento indiretto di sperma dal maschio alla femmina; la fecondazione avviene in seguito e le femmine trasportano le uova fecondate fino alla schiusa, durante la quale le zoee sono liberate nell'acqua.

## Distribuzione e habitat
È diffuso dalle coste dell'Africa orientale (dal Sudafrica al mar Rosso, Madagascar incluso; è molto comune a Socotra) all'oceano Pacifico, dove è stato segnalato in Polinesia francese, dalle isole Kermadec e ad est fino alle isole Revillagigedo; il locus typicus è la Nuova Caledonia. Vive su scogliere e fondali rocciosi, spesso in anfratti e in zone ricche di cirripedi, fino a 6 m di profondità.